# أحمد بن يحيى (فنان)
أحمد بن يحيى (ولد 11 مايو 1943) هو فنان جزائري، من مواليد مدينة المشيرة ، وفقا لشهادة ميلاده المسجلة بالسجل الأحوال المدنية ببئر الشهداء . وهو شقيق الفنانة الجزائرية صامتة بن يحي. ووالد رسيم بن يحيى. عندما اندلعت ثورة التحرير الجزائرية كان في سن 11 من عمره. تعلّم الرسم عندما كانت الجزائر تحت الاستعمار الفرنسي، سافر الى باريس في عام 1966.
اثناء وجوده كُلف بتصميم واجهة مبنى لإحياء ذكرى حياة المقاتل والشهيد الجزائري زيغود يوسف في مدينة زغود يوسف، وفي ولاية قالمة صمّم نصب تذكاري لضحايا مجزرة 8 ماي 1945.